# Cerna (Donau)
Cerna (ungarsk: Cserna) er en flod i Rumænien, en venstre biflod til floden Donau. Cerna har sit udspring på den sydøstlige side af Godeanu-bjergene og løber ud i Donau nær byen Orșova. Den øvre del af floden kaldes undertiden Cernișoara. Den har en længde på 79 km og dens afvandingsområde er på 1.380 km², og danner en erosiv tektonisk dal med talrige kløfter, som nogle gange er ret dybe. Der er en menneskeskabt sø på den (Tierna), lige før den krydser kurbyen Băile Herculane. Den øvre del af Cerna er en del af Domogled-Valea Cernei Nationalpark. Cerna løber gennem landsbyerne og byerne Cerna-Sat, Țațu, Băile Herculane, Pecinișca, Bârza, Topleț, Coramnic og Orșova.

## Bifloder
Bifloder til floden Cerna er (fra kilden til mundingen):
- Venstre: Arsaca, Jelerău, Valea Mare
- Højre: Șturu, Măneasa, Valea Cărbunelui, Valea lui Iovan, Balmez, Naiba, Olanul, Craiova, Iauna, Topenia, Iuta, Prisăcina, Belareca, Jardașița Mare, Sacherțtița